# آزادوار
آزادوار (آزادوَر)، روستایی است از توابع بخش هلالی، شهرستان جغتای استان خراسان رضوی ایران. این روستا زادگاه فرهیختگان بزرگی از جمله عطاملک جوینی، تاریخ‌نگار و ادیب معروف قرن هفتم هجری است. در گذشته تاریخی آزادور شهر و مرکز ولایت جوین (شهرستان‌های جوین و جغتای کنونی) بوده‌است.
آرامگاه حسن غزنوی، شاعر پارسی گوی قرن ششم در آزادوار قرار دارد.

## نام گذاری
آزادوار به معنای «خوی و خصلت آزادان» و «همچون آزادمردان» ذکر شده‌است.

## پیشینه

آزادوار مرکز ولایت جوین در میان ولایت‌های ربع نیشابور در صفحه‌ای از نسخه خطی کتاب تاریخ نیشابور الحاکم.

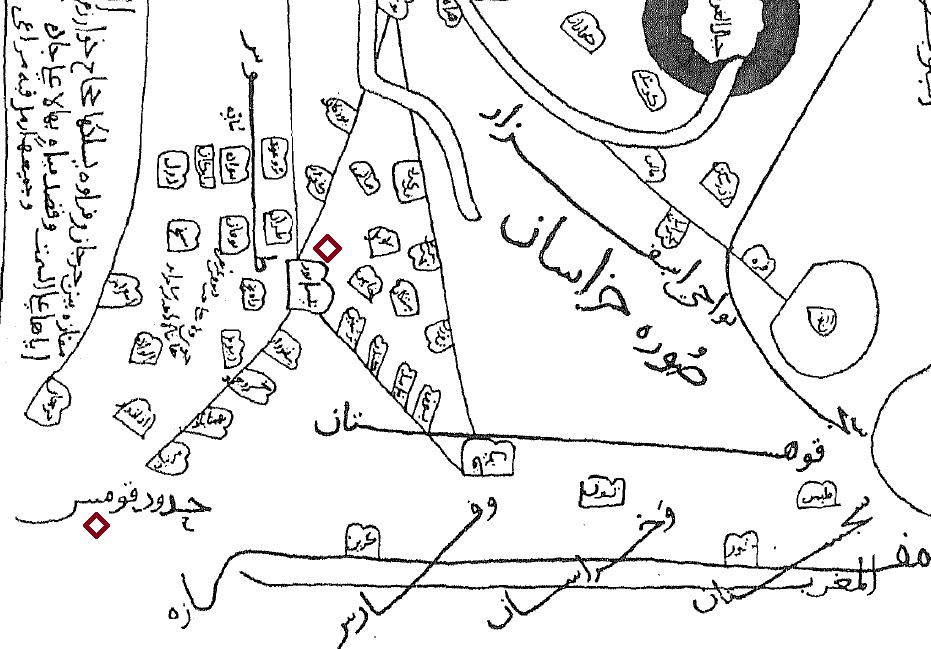
نام آزاذور بر روی نقشه ابن حوقل در کتاب صورة الارض در قرن چهارم هجری

آزادوار از شهرهای تاریخی بوده و مرکز ولایت جوین، که در کتب تاریخی از آن یاد شده‌است.
قصبه (شهر مرکز) آن، «آزادوار» است که در آغاز این خوره، در سمت باختر می‌باشد.

بلاذری و یعقوبی از ولایت جوین نام برده و می‌نویسند :
 عثمان بن عفان ولایت بصره را به عبدالله‌بن عامربن کُریز داد. عبدالله خود به جنگ خراسان شد. در خراسان ابوسالم یزیدبن یزید جرشی را به فتح نیشابور گسیل کرد. ابوسالم پس از گشودن نیشابور جوین را نیز گشود و برده بسیار گرفت.

شمس‌الدین مقدسی در کتابش احسن التقاسیم فی معرفة الاقالیم از آزادوار نام برده می‌نویسد:
 گویان روستای پهناور و پر حاصل است، میوه و غلّه بسیار و پوشاک از آن صادر می‌کنند. راهی به گرگان دارد. مردم اهل حدیث و ادب دوستند. نام شهر ایشان آزادوار است آباد و پرجمعیت و حاصلخیز است.
اصطخری و ابن‌حوقل از آزادوار به عنوان یکی از شهرهای نیشابور چون بوزجان ،زوزَن، ترشیز و سوزوار یاد می‌کنند.
در کتاب حدودالعالم آزادوار «شهرکی» توصیف شده و ذکر شده:
 «اندر میان بیابان و بانعمت و بر راه گرگان و میوه خاصه انگور آن بخوبی مشهور» (ص ۸۹).
ابوعبدالله حاکم نیشابوری در مورد فتح آزادوار توسط اعراب می‌نویسد: 
«عبدالله‌بن عامر سرعت نمود و سعی فرمود و عن‌قریب به آزادوار جوین نزول کرد»

گردیزی پس از فتح آزادوار توسط اعراب نوشته‌است:
 «بعضی گویند ابن‌عامر به قومس آمد و پس به گویان (جوین) و آنجا مقام کرد و از آنجا به آزادوار آمد و صلح کرد»

یاقوت حموی که خود این آزادوار را دیده‌است می‌نویسد:
 من آن را دیدم و آن قصبه خرّه جوین از اعمال نیشابور است و آن اولین خرّه‌است در راه مسافری که از ری آید و آباد و پرجمعیت و دارای سوق و مساجد است و در ظاهر آن خانی کبیر است که تاجری از اهل السبیل آن را آباد کرده و جماعتی از علماء بدان منسوبند.
حمدالله مستوفی از آزادوار به عنوان «دیه آزادوار» یاد کرده‌است.
لسترنج از دو راه ارتباطی بسطام (در ایالت قومس) و نیشابور سخن می‌گوید می‌نویسد :
 یکی راهِ نزدیکترِ چاپاری در امتداد کویر که از سبزوار می‌گذشت، دیگری راهِ نزدیکتر کاروان‌رو که دشت جوین و آبادیهای آن، ازجمله آزادوار، در مسیر آن بوداز منابع کهن و نیز مطالعات جدید برمی‌آید که راه دوم باید همان راه ابریشم باشد که از آزادوار نیز می‌گذشته‌است.
بنا به نظر گابریل هانوتو پس از یورش مغول آزادوار همچنان موقعیت ارتباطی خود را داشته‌است ولی تا مدت‌ها آبادانی پیشین را بازنیافت. (گابریل، ۲۹۵)
آزادوار در دوره صفوی آباد بوده، زیرا نام آن در کنار حاکم‌نشینهای دیگری چون ابیورد، نسا، اسفراین و تربت آمده و مبلغ مالیات پرداختی آن به بیگلربیگی مشهد پرداخت می‌شده‌است. این مبلغ ۱۳۹ تومان و ۵۳۰‘۳ دینار بوده‌است. (باستانی پاریزی، ۱۹۳)
بنا به نوشته محمدحسن اعتمادالسلطنه آزادوار در دوره قاجار آبادی و اهمیت خود را از دست داده‌است. او می‌نویسد سفال‌های باقی‌مانده از قرن چهارم تا دوره صفویه در آزادوار قابل بررسی است و مشاهده است.

## آثار تاریخی

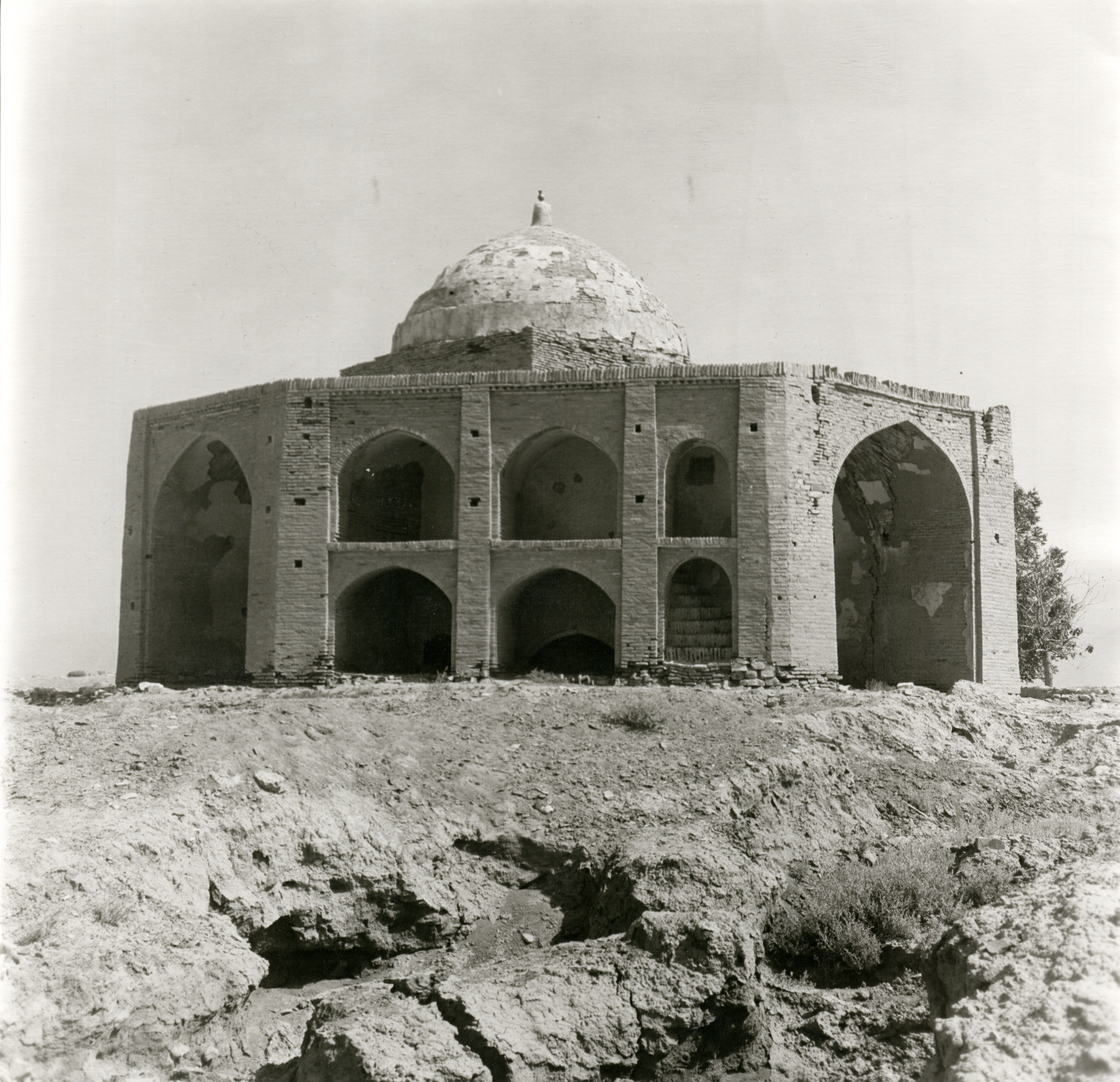
آرامگاه سید حسن غزنوی

- آرامگاه حسن غزنوی، که دارای گنبد با ایوانهای دو طبقه است. این بنا بزرگ‌ترین بنای آزادوار است.
- قلعه آزادوار

## بزرگان
1. امام‌الحرمین جوینی
2. بهاءالدین محمد جوینی
3. عطاملک جوینی
4. شمس‌الدین محمد جوینی
5. آخوند بزرگ
6. ابراهیم‌بن عبدالرحمن‌بن سهل آزادواری (سده ۴ ه‍.ق)
7. ابوموسی هارون بن محمد آزادواری جوینی، ادیب و فقیه (زنده تا ۳۱۰ه‍.ق)، سمعانی، (۷۷–۷۶/۱)
8. ابوالعباس محمودبن محمد آزادواری
9. ابوحامد احمدبن محمد آزادواری، (یاقوت، معجم‌البلدان، ۱/۲۳۱)
10. ابوعبدالله محمدبن حفص‌بن محمدبن یزید شعرانی آزادواری، شیخ‌ثقه (۳۱۳ ه‍.ق)

## جمعیت
آزادوار براساس سرشماری سال ۱۳۸۵ جمعیت آن ۱٬۷۲۰ نفر (۳۸۸ خانوار)
بوده‌است.
در سرشماری سال ۱۳۹۵ جمعیت آزادوار ۱۴۴۲ نفر بوده‌است.